# 황산벌 (영화)
"황산벌"은 2003년 개봉된, 황산벌 전투를 다룬 대한민국의 역사 코미디 영화이다.
황산벌은 다른 영화들과는 달리 각 지역 방언으로 이야기를 진행해나가는 영화이다.

## 내용
영화 황산벌은 여러 가지 영화적 요소가 첨부되어 있다.
- 모든 등장인물들이 사투리를 사용하며 백제인은 전라도 사투리를, 신라인은 경상도 사투리를 각각 사용한다.
- 김춘추는 딸의 원수인 백제에 복수하기 위해 당 고종과 손을 잡는다.
- 의자왕은 충신인 계백에게 도움을 요청하자 계백은 반대파 신하들을 위협하고 5000결사대를 결성하여 황산벌에 진을 친다.
- 신라군도 황산벌에 다다르고 전투에 임한다.(5000(백제군 수)/50000(신라군 수))
- 신라군은 상대의 사기를 낮추기 위해 욕설을 퍼붓거나 일기토를 신청한다. 그러나 모두 백제군이 승리한다
- 김유신(정진영)이 계백(박중훈)의 전술을 알아내기 위해 고뇌하고 결국 계백의 '죽을 때까지 갑옷을 벗지 않는다'라는 간단한 전술을 힘들게 알아낸다.
- 김유신은 계백이 스스로 자신의 가족을 죽이고 전투에 임해 백제군의 사기가 높은 것을 알게 된다.
- 김유신은 신라군의 사기를 높이기 위해 계백처럼 화랑들을 백제군 진영에 보내 고의적으로 전사하게 한다.
- 김유신은 신라군의 사기가 오르자 비오는날 투석기로 진흙(찰흙)을 백제군 영채에 날리고 돌격한다.
- 신라군이 쳐들어오자 백제군은 싸우려 하지만 진흙(찰흙)이 갑옷을 굳게 해서 쉽게 싸울 수 없다.
- 결국 백제군이 갑옷을 벗고 용맹하게 싸우지만 수적 열세를 극복 할 수는 없었다.
- 계백은 옆에서 자신을 지키던 겁 많은 병사인 거시기(이문식)를 '호랑이는 죽어서 가죽을 남기고 사람은 죽어서 이름을 남긴다,하지만 뭐라도 하나 남겨야 하지 않겠나?난 널 남기고 싶다'하며 몰래 탈출 시킨다.
- 계백과 그를 모시는 장수는 화살 받이가 된채 김유신에게 베인다.
- 거시기는 운좋게 탈출하여 고향으로 돌아가 자신의 어머니(전원주)를 만난다.

## 캐스팅
- 박중훈: 계백 역
- 정진영: 김유신 역
- 이문식: 거시기 역
- 김윤태: 천존 역
- 이호성: 막금 역
- 안내상: 김법민 역
- 류승수: 김인문 역
- 신정근: 김흠순 역
- 전기광: 김품일 역
- 정성화: 문디 역
- 전대병: 강냉이 역
- 김광식: 백제 병사 1 역
- 김형일: 백제 병사 2 역
- 김탄현: 백제 병사 3 역
- 김동하: 백제 병사 4 역
- 조경훈: 흑치상지 역
- 오상훈: 짝눈이 역
- 안혁모: 부여효 역
- 임형준: 부여태 역
- 박수현: 부여융 역
- 이환: 부여연 역
- 왕도경: 부여풍 역
- 이용준: 부여용 역
- 고규필: 부여충승 역
- 우현: 임자 역
- 이달형: 부여교기 역
- 혜령: 계백 큰 딸 역
- 이상훈: 신라 병사 2 역
- 김상원 - 신라 병사 6 역
- 양진우: 관창 역
- 김병철: 신라 첩자 역
- 정해균: 암호해독관 역
- 서진원: 계루 역
- 나수원: 애꾸 역
- 김상원 - 뻐꾸기 1 역
- 조달환: 뻐꾸기 2 역
- 정대용: 노인 병사 1 역
- 이준익: 북 치는 백제군 병사 역
- 오지명: 의자왕 역 (특별출연)
- 이원종: 연개소문 역 (특별출연)
- 김선아: 계백 처 역 (특별출연)
- 김승우: 백제 첩자 1 역 (특별출연)
- 신현준: 백제 첩자 2 역 (특별출연)
- 전원주: 거시기 엄마 역 (특별출연)
- 김육룡: 당 고종 역 (특별출연)
- 고목춘: 소정방 역 (특별출연)
- 김만수: 유백영 역 (특별출연)
- 이지흥: 풍사귀 역 (특별출연)
- 이진선. :   의자왕 왕비

## 같이 보기
- 황산벌 전투
- 평양성 (영화)